# Синестезия
Синестезия (от гръцки syn, „заедно“ и aishesis, „усещане“) означава смесено възприятие. Това е състояние, при което възприятията се свързват едни с други. Едно сетивно възприятие или идейна представа предизвиква в съзнанието същевременно друга представа, от сетиво, което не е било стимулирано.
Хората със синестезия се наричат синестети. Един синестет би могъл да вижда в съзнанието си музиката в цветове или форми, или представите му за числата и буквите да са оцветени в различни цветове. Цветовите асоциации са най-характерни, въпреки че има доста доказани случаи, в които се прави връзка със звук. Обичайно в съзнанието си синестетът вижда цифри, букви, но също и музика, емоции и хора в определен цвят или си ги представя по определен музикален начин.
Една основна форма на синестезия представлява свързването на цветове и графеми (цифри и букви). Най-разпространена е проявата на това състояние в детството. Въпреки че синестезията се предава генетично, тя не се смята за заболяване, а по-скоро за явление. Синестетите възприемат всичко напълно адекватно и нормално, но от друга страна са надарени с много силна памет.
През 1666 година със своите изследвания, откриването на спектъра на цветовете и с конструкцията на окръжността на цветовете Исак Нютон повлиява на нашето днешно разбиране за въприятието и теорията на цветовете. Той се приема за първия откривател на явлението. По-късно, в средата на XX век, учените и главно психолозите продължават по-задълбоченото изследване на синестезията.